# Chioninia delalandii
Chioninia delalandii (сцинк Делаланда) — вид сцинкоподібних ящірок родини сцинкових (Scincidae). Ендемік Кабо-Верде. Вид названий на честь французького натураліста П'єра Антуана Делаланда.

## Поширення і екологія
Сцинки Делаланда мешкають на островах Брава, Фогу і Сантьягу, а також на острівцях Санта-Марія та Секом в групі островів Сотавенту. Вони живуть в скелястих місцевостях, серед каміння та на звалищах. Всеїдні.